# 卡爾德納斯
卡爾德納斯是加勒比海國家古巴的城市，属馬坦薩斯省，位於首都哈瓦那以東約175公里，距離首府馬坦薩斯39公里，建城於1828年，海拔高度10米，2007年人口普查數為153,087人。